# Виконт Девонпорт

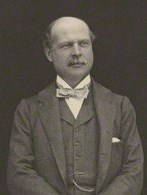
Хадсон Ювбэнк Кирли, 1-й виконт Девонпорт

Виконт Девонпорт из Уиттингтона в графстве Бакингемшир — наследственный титул в системе Пэрства Соединённого королевства. Он был создан 22 июня 1917 года для либерального политика и бывшего члена парламента от Девонпорта, Хадсона Кирли, 1-го барона Девонпорта (1856—1934). Он уже получил титулы баронета из Уиттингема в графстве Бакингемшир (22 июля 1908) и барона Девонпорта из Уиттингтона в графстве Бакингемшир (15 июля 1910).
По состоянию на 2025 год носителем титула являлся его внук, Теренс Кирли, 3-й виконт Девонпорт (род. 1944), который сменил своего отца в 1973 году.
Семейная резиденция — владение Рэй в окрестностях деревни Кирквхэлпингтон в графстве Нортумберленд.

## Виконты Девонпорт (1917)
- 1917—1934: Хадсон Ювбэнк Кирли, 1-й виконт Девонпорт (1 сентября 1856 — 5 сентября 1934), младший сын Джорджа Ювбэнка Кирли (1814—1876);
- 1934—1973: Джеральд Честер Кирли, 2-й виконт Девонпорт (16 сентября 1890 — 29 марта 1973), старший сын предыдущего;
- 1973 — настоящее время: Теренс Кирли, 3-й виконт Девонпорт (род. 29 августа 1944), единственный сын предыдущего;
  - Наследник: Дэвид Хадсон Кирли (род. 18 января 1982), правнук 1-го виконта Девонпорта.